# 希伯來曆

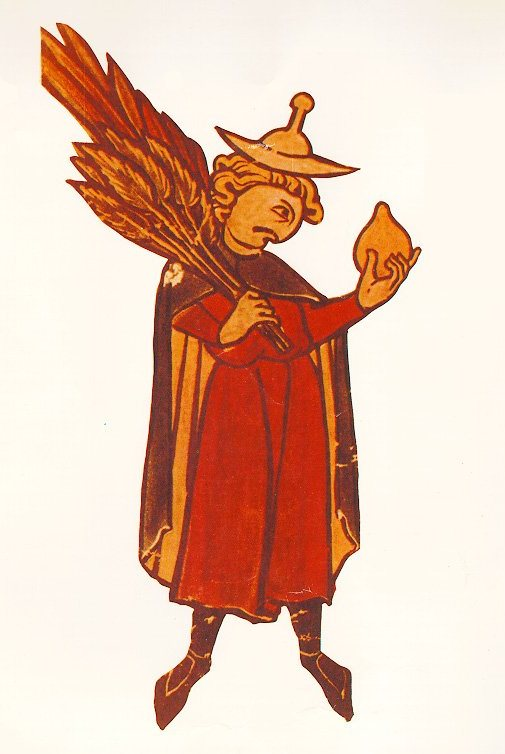
希伯來曆國曆一月15日開始7天的住棚節儀式，一手持棕櫚、桃金娘和柳枝，另一手持枸櫞的果實

希伯來曆又稱猶太曆（希伯來語：הַלּוּחַ הָעִבְרִי‬, Ha-Luah ha-Ivri）是由猶太教創造的古老曆法，也是以色列目前使用的國曆（與公曆並用）。是一種陰陽合曆，每月以月相為准，但設置閏月，使每曆年和太陽年週期一致。曆日與曆月認定和伊斯蘭曆一樣，以日落為一日之始，新月（眉月）初升為一月之始。以每年秋分後的第一個新月為一年的開始，設置閏月方式和傣曆與農曆一樣，採十九年七閏，但閏月統一放到閏年的第五個月（細罷特月）之後，第六個月（亞達月）之前，閏的是亞達月，是先閏而不是後閏，稱為閏亞達月。
猶太教傳統與舊約聖經認為上帝創世的第一天是以祿月25號——創造的存在、時間、物體、黑暗和光脫離“虛空”，相當於公元前3761年9月30日；第六天，提斯利月的第一天，“上帝就照著自己的形像造人”─人類始祖亞當和夏娃被創造出來，稱為創世紀元，相當於公元前3761年（这个提法可能有误传，按照圣经的日曆， 希伯來曆第一年并不是创造亚当夏娃的年份）10月7日─這就是希伯來曆的起始日。
目前猶太教以2020年9月19日為希伯來曆5781年的開始，並於2021年9月6日結束。

## 簡史
古代猶太人向來習慣以口傳方式來傳授知識，所以曆法沒有文字記載。直到以色列亡國猶太人流散各地後，才有人意識到要用文字將猶太人的知識與文化記載下來。（犹太人被赶散以前就非常严格地抄写圣经，70个人可以写出一个版本的圣经，所以被赶散以前才记录这种说法是不准确的，圣经本来就提到书记员，所以他们记录的时间非常早，在大卫王的时间就有清楚的记录）
希伯來曆一般認為是在西元前359年由希勒爾二世的學者所制定。當時猶太人受波斯帝國統治。猶大王國約於BC586亡於巴比倫後而成為巴比倫之囚，在受巴比倫的文化影響下，所制定的正式曆法揉合了巴比倫曆的太陽計法。制定出來的希伯來曆在每19年加入7個閏年的計法（雖兩曆置閏位置有異），連每個月份的名稱都與巴比倫曆近似。
以往希伯來曆是根據月亮週期而定，在吸收了巴比倫曆的太陽計法後，希伯來曆的月份就按月亮計算，而年份就按太陽計算，結果就成為一套陰陽合曆的曆法。全世界的猶太教徒都依據希伯來曆計算猶太教的節日。
目前的猶太曆在固定的時候加添閏月，他們以19年為一個周期（默冬週期）插入7個閏月，在第3、6、8、11、14、17和19年加添閏月。而與中國農曆不同的是，農曆閏月是根據朔望月與節氣偏移的位置置放，一般出現於春夏兩季，但希伯來曆直接置放於曆年之末。不過即使採用這種插入法，希伯來曆曆年平均長度仍比當前平均回歸年長6分40秒，因此繼續下去每216年就將落後一天; 大約每231年就落後格里曆平均曆年一天。
而在耶穌基督的日子，猶太人仍然沒有固定的月曆。他們純粹憑經驗去觀察，使每個新的月份開始於新月出現的時候，並且同樣憑着觀察，在有需要時加添閏月。据《圣经》记载推算，耶稣在上帝创世后3761年诞生。由于耶稣诞生之年被视为公元纪元，希伯來曆3761年为西元元年，即希伯來曆与公元相差3760年，西元紀年+3760年=犹太历紀年。考虑到希伯來曆是在公历9月换年，因此在换算希伯來曆与公曆时，在猶太新年即公历9月前需减少一年。
犹太民族在历史上对希伯來曆歲首有过两种分法：寺曆和民曆。寺曆指第二圣殿时期（始于公元前516年）之前，以《圣经》中记载摩西率领以色列人离开埃及的尼散月为元月的曆法。在犹太人看来，离开埃及是民族摆脱奴役、获得新生的标志，以它为一年之首同時具有文化上與宗教上的意义，寺曆有时亦称为教曆，即現今所通稱的猶太教曆。民曆指第二圣殿时期以后，一直在民间通用的，以提斯利月为元月的曆法。提斯利月是巴勒斯坦地区收获季节，而收获被普遍认为是新的一年生活的开始。现在民曆已成为犹太人的通用曆法即猶太民曆或猶太國曆，提斯利月的第一天成为犹太新年，也是目前的以色列國曆版本。

## 希伯來曆法及宗教節期圖表
| 希伯來曆               | 英文轉寫名稱   | 巴比倫名稱 | 含義         | 缺年日數 | 常年日數 | 滿年日數 | 節期                                          | 西曆           |
| ---------------------- | -------------- | ---------- | ------------ | -------- | -------- | -------- | --------------------------------------------- | -------------- |
| 1尼散月                | Nisan/Nissan   | Nisanu     | 樂月         | 30       | 30       | 30       | 14日落前－21 逾越節                           | 三至四月間     |
| 2以珥月                | Iyar           | Ayaru      | 愛月         | 29       | 29       | 29       | 14 補逾越節                                   | 四至五月間     |
| 3西彎月                | Sivan          | Simanu     | 築月         | 30       | 30       | 30       | 6 七七節（五旬節）                            | 五至六月間     |
| 4搭模斯月              | Tammuz         | Du`uzu     | 穫月         | 29       | 29       | 29       |                                               | 六至七月間     |
| 5埃波月                | Av             | Abu        | 熟月         | 30       | 30       | 30       |                                               | 七至八月間     |
| 6以祿月                | Elul           | Ululu      | 酹月         | 29       | 29       | 29       |                                               | 八至九月間     |
| 7提斯利月              | Tishrei        | Tashritu   | 施月         | 30       | 30       | 30       | 1 吹角節、10 贖罪日、15－21 住棚節、22 嚴肅會 | 九至十月間     |
| 8瑪西班月1             | Cheshvan       | Arakhsamna | 甦月         | 29       | 29       | 30       |                                               | 十至十一月間   |
| 9基斯流月1             | Kislev         | Kislimu    | 孕月         | 29       | 30       | 30       | 25－2 提別月修殿節                            | 十一至十二月間 |
| 10提別月               | Tevet          | Tebetu     | 息月         | 29       | 29       | 29       |                                               | 十二至一月間   |
| 11細罷特月             | Shevat         | Shabatu    | 洪月         | 30       | 30       | 30       |                                               | 一月至二月間   |
| 12L 第一亞達月2        | Adar I         | Adaru      | 首魔月（閏） | 30       | 30       | 30       |                                               | 二至三月間     |
| 12 亞達月／第二亞達月2 | Adar / Adar II | Adaru      | 魔月／次魔月 | 29       | 29       | 29       | 14 普珥節                                     | 二至三月間     |

註1：每年的瑪西班月和基斯流月的日數可以不同，視乎該年所需的日數而定。
註2：「第一亞達月」只在閏年才有。一般將「第二亞達月」稱為「亞達月」。當閏年時，第6個月之後加插這個閏月，共30日，並稱該月為「第一亞達月」，之前的6月由亞達月改稱為「第二亞達月」。設置閏月的作用是使希伯來曆和太陽曆大致上沒有太大偏差，尤其是確保將尼散月安排在春天。

## 曆法表記
希伯來曆表記為先寫日期，再寫何月，最後寫年份，例如：12th of Iyyar, 5775（中譯：以珥月12日，5775年/中式寫法：5775年以珥月12日）。不過月份並不以數字順序表示，而是直接以名稱表示。